# Automuseum Burgau
Das Automuseum Burgau, alternativ Auto- und Motorrad-Museum Burgau, war ein Museum für Oldtimer in Bayern.

## Geschichte
Gerhard Ensslen sammelte jahrelang alte Autos und Motorräder. 1974 eröffnete er das zweigeschossige Automuseum an der Bleichstraße in Burgau. Die Automobil- und Motorrad-Chronik berichtete im Februar 1975 darüber. Es hatte täglich geöffnet.
Im April 1991 berichtete die Zeitschrift Oldtimer Markt über die Schließung und Auflösung des Museums. Ensslen war 78 Jahre alt und Witwer geworden, sodass er die viele Arbeit nicht mehr bewältigen konnte. Die Fahrzeuge wurden einzeln verkauft.

## Ausstellungsgegenstände
Insgesamt waren 50 Autos und 25 Motorräder ausgestellt. Dazu gab es Fahrräder, teils mit Hilfsmotor, Stationärmotoren, Kutschen, ein Flugzeug und mindestens einen Traktor.
Einzeln genannt sind Amilcar von 1921, Austin von 1932, mehrere BMW wie BMW Dixi von 1931, 315, 502 von 1964 und 700, Citroën Typ C von 1920 und Rosalie 10 AL von 1934, Corre-La Licorne von 1924, Daimler, DKW F 8 von 1939, Dixi von 1927 und 1929, Ford Modell T, Modell A, Eifel und P 5, Hanomag Kurier von 1936, mehrere Mercedes-Benz wie 280 SE und /8 als Coupé, Opel GT und Blitz-Feuerwehr, Peugeot von 1902, Plymouth von 1932, Steyr 100 von 1936, VW Käfer und ein Rennwagen der Formel V.